# Оби

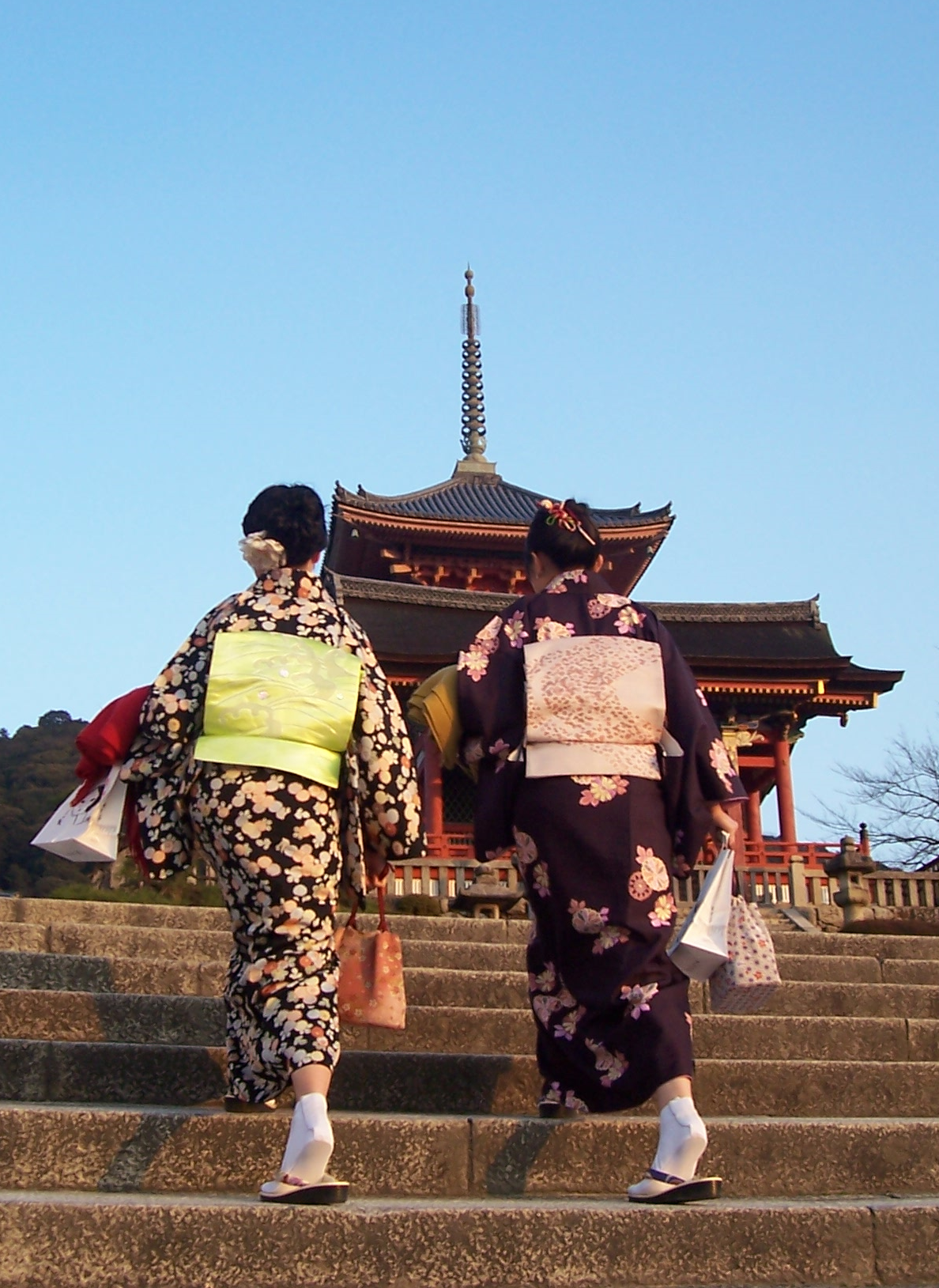
Японские девушки в кимоно. У обеих оби завязаны популярным барабанным бантом (тайко мусуби)

Оби́ (яп. 帯, букв. «пояс») — несколько различных типов японских поясов, носимых как мужчинами, так и женщинами поверх кимоно и кэйкоги.

## Мужские и женские оби

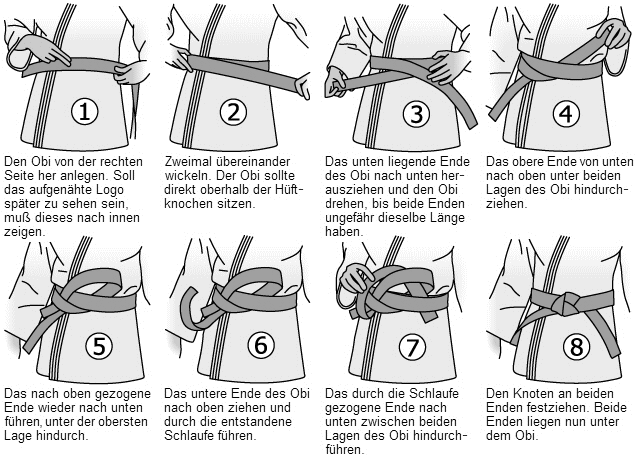
Способ завязывания оби

Мужской оби, а также оби для занятия боевыми искусствами, относительно простой и узкий, не более 10 сантиметров в ширину, и завязывается несложным узлом.
Женский оби достигает 30 сантиметров в ширину и 4 метров в длину, завязывается сложным большим декоративным бантом на спине, и обычно сто́ит дороже самого́ кимоно. Существуют сложные правила этикета о том, какие оби можно носить в каких ситуациях, и каким бантом их следует завязывать. На вязание некоторых сложных стилей может уйти до получаса.

## Виды оби

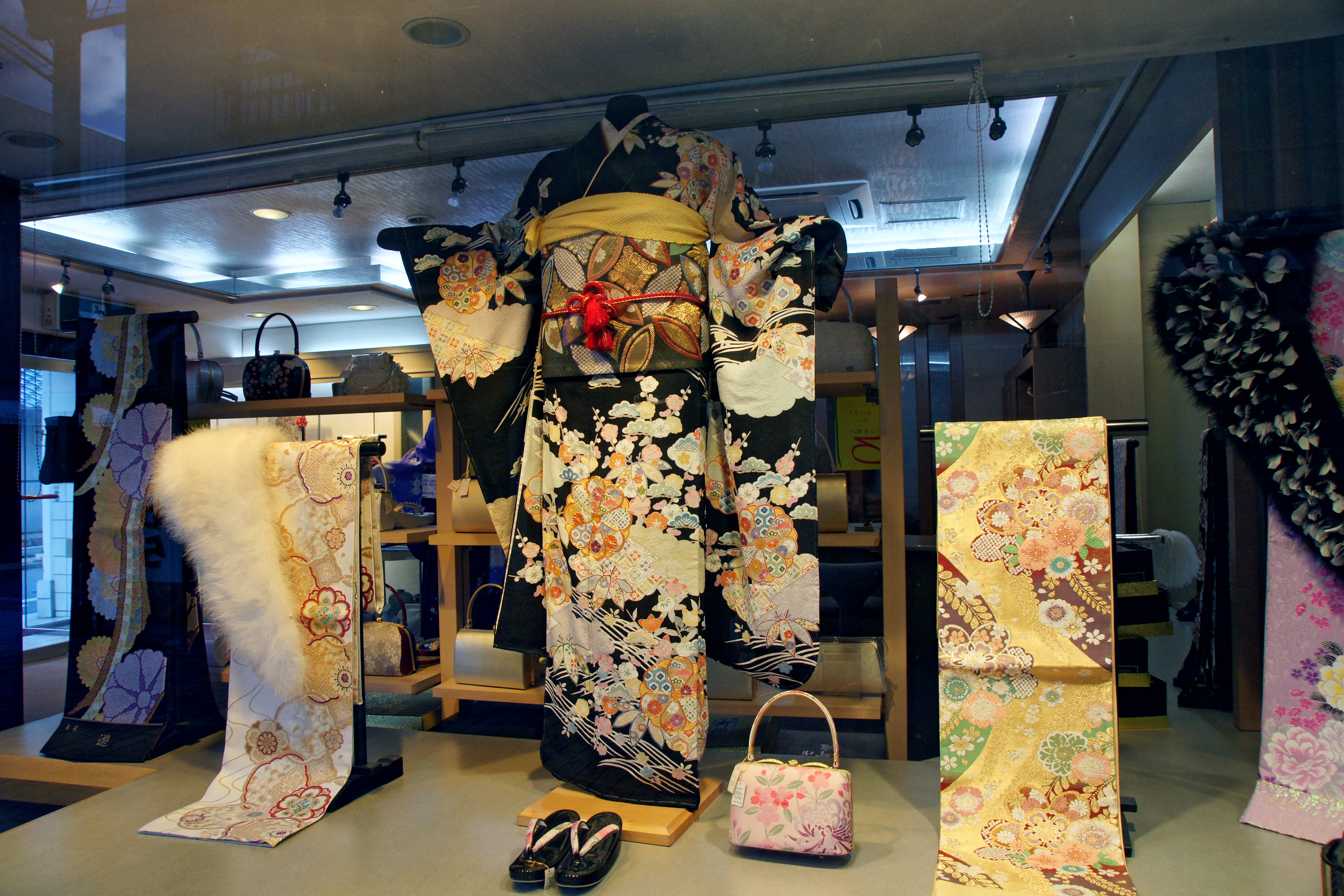
Фукуро-оби и фурисодэ в витрине магазина

Оби эволюционировали на протяжении японской истории. Сегодня используются следующие виды:
- Мару-оби — старинный жёсткий парчовый пояс. Носится с особенно торжественными кимоно.
- Фукуро-оби — осовремененный мару-оби, парча на нём расположена только с лицевой стороны.
- Нагоя-оби — зауженный по всей длине, кроме узорчатой части[3].
- Ханхаба-оби — узкий современный пояс.
- Хэка-оби — мягкий и узкий пояс.

## Оби гейш и куртизанок

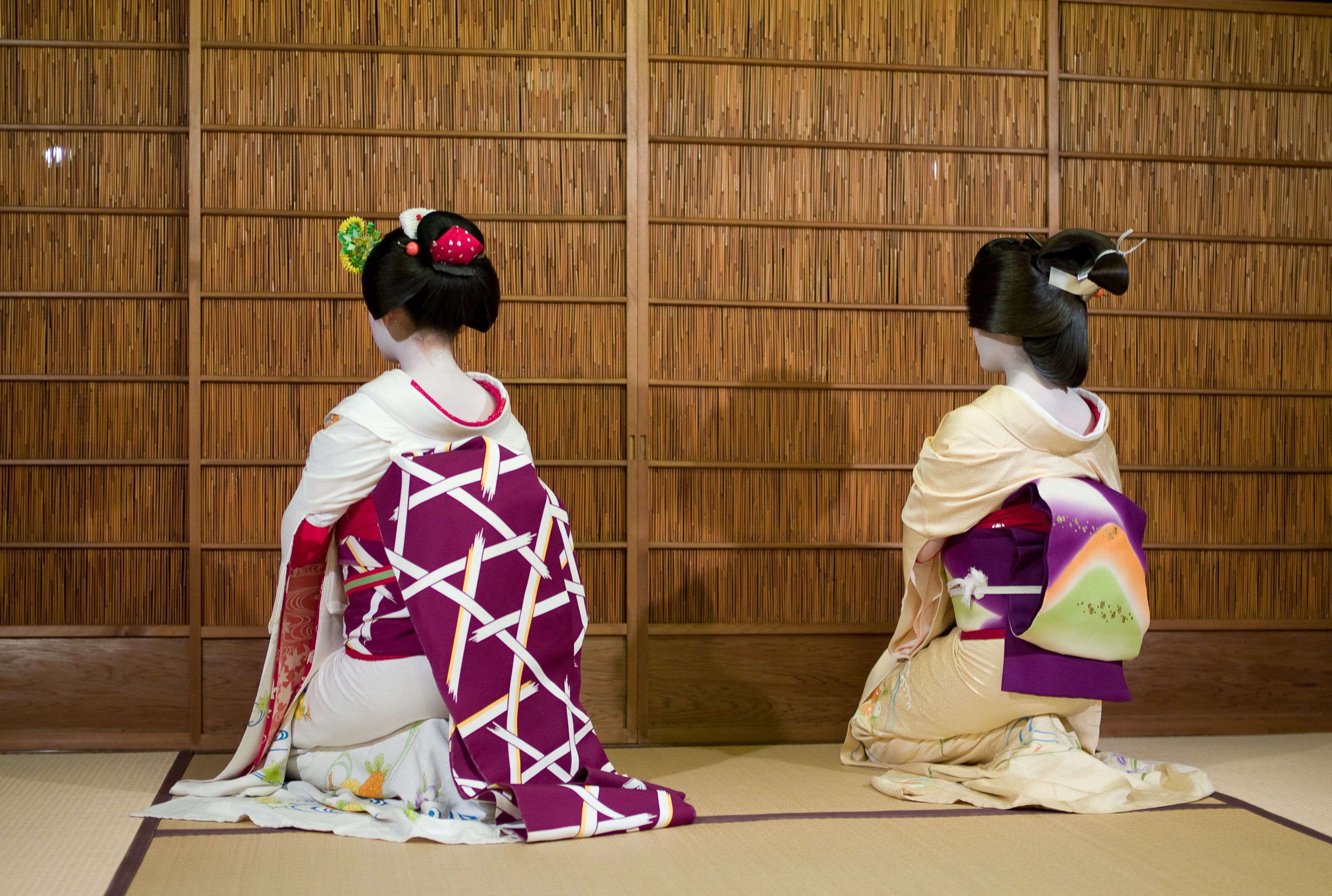
Отличия в причёске и повязывании пояса у майко (слева) и гейши (справа)

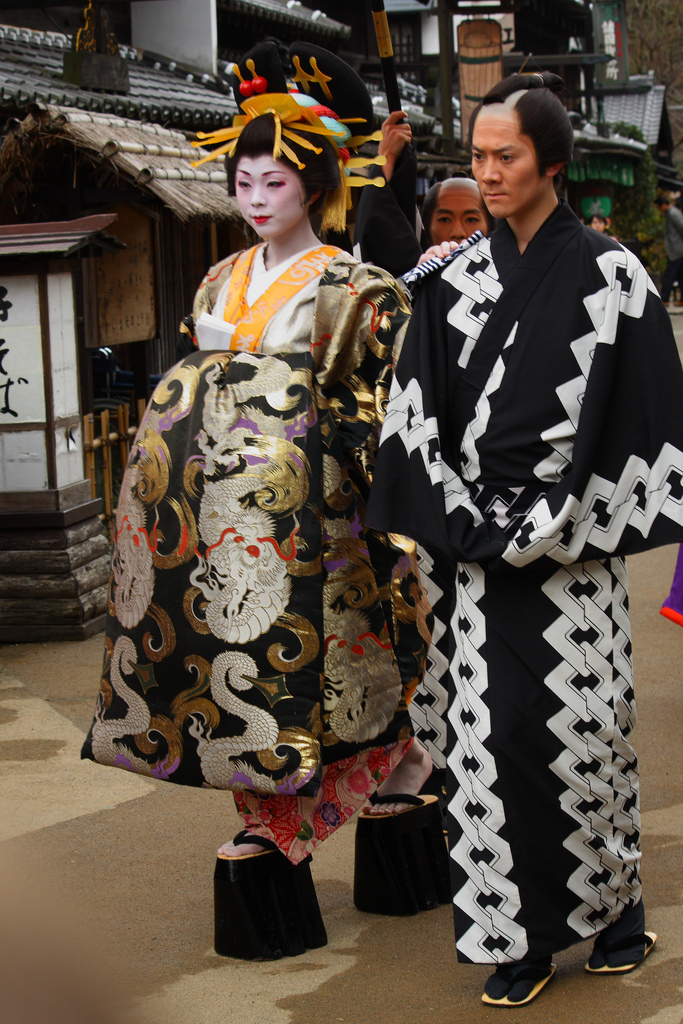
Ойран в полном облачении

По оби в Японии можно определить профессию носительницы из сферы традиционных японских развлечений.
Пояс гейши — наиболее широк, в XVIII веке в моде были оби около метра шириной, причём после его завязывания подчас на виду оставалась только голова женщины. Существуют данные, что этот вариант оби завязывался настолько сложно, что самостоятельно развязать его было невозможно. У учениц гейш из Киото — майко оби очень схож с оби полноправных гейш за исключением того, что его концы свободно свисают сзади, а не завязаны. У японских проституток (юдзё) и куртизанок оби завязывался спереди специальным узлом. Вопреки расхожему заблуждению, пояс спереди завязывали не только юдзё. Простым узлом «тайко» пояс завязывали спереди замужние дамы. Юдзё считались «женой на день», поэтому также завязывали пояс спереди.

## Аксессуары к оби
Шнурок, которым завязывается оби (оби-дзимэ), закрепляется ювелирным украшением, оби-домэ. На оби прикрепляется нэцкэ. Женский оби для жёсткости поддерживается подушечкой «оби-макура». Кроме того, спереди между слоями оби помещается небольшая дощечка «оби-ита», препятствующая возникновению складок. При надевании оби для стягивания талии пользуются вспомогательными лентами «коси-химо».